# Radio-télévision de Serbie
Pour les articles homonymes, voir RTS.
La Radio-télévision de Serbie (en serbe cyrillique : Радио-телевизија Србије, translittéré : Radio-televizija Srbije), abrégé en РТС ou RTS, est un groupe audiovisuel de service public serbe. Son siège est situé à Belgrade, la capitale du pays. Depuis 2001, elle fait partie de l'Union européenne de radio-télévision.

## Histoire
Radio Belgrade commença à émettre en 1929. La première présentatrice du journal avait pour nom Jelena Biblija. En 1956, le gouvernement de la république fédérative socialiste de Yougoslavie décida d'investir dans un réseau de télévision ; dans cet esprit, la Radio Télévision de Belgrade (RTB), composée de Radio Belgrade et Télévision de Belgrade (TVB), fut créée par le Conseil exécutif de la république socialiste de Serbie le 13 février 1958.
La première émission de RTB fut diffusée le 23 août 1958. Il s'agissait d'un journal d'actualité qui s'intitulait Dnevnik (Journal). Les premiers présentateurs de la chaîne s'appelaient Miloje Orlović, Branislav Surutka, Olga Nadj, Olivera Živković et Vera Milovanović. La première émission fut diffusée depuis le Beogradski sajam (la Foire de Belgrade) et depuis un nouveau studio de télévision qui venait d'y être construit.
Dès 1961, RTB utilisa un système d'enregistrement des émissions sur bandes, permettant ainsi la diffusion en différé. Les années 1960 virent les programmes se multiplier. La TVB devint célèbre pour ses feuilletons, écrits et mis en scène par Radivoje-Lola Djukić, Novak Novak et d'autres ; de cette production abondante, il ne subsiste presque rien aujourd'hui. TVB était également réputée pour ses programmes documentaires, avec des émissions comme Karavan ou Reflektor et connue pour ses jeux télévisés. Vers 1970, la totalité de la Serbie était couverte par RTB.
Le 31 décembre 1971, TVB commença à émettre en couleur en utilisant le système PAL.

### Période Milošević

Ancien logo.

L'arrivée au pouvoir de Slobodan Milošević marqua l'histoire de RTB. Des centaines de journalistes, refusant la propagande du régime, furent licenciés.
En 1992, RTB, en même temps que Radio Televizija Novi Sad (RTNS) et Radio Televizija Pristina (RTP), fut intégrée dans la Télévion de Serbie, structure centralisée et strictement contrôlée. Pendant les années 1990, le Dnevnik (journal télévisé) n'hésitait pas à célébrer la « sage politique de Slobodan Milošević » et à fustiger les « valets des puissances Occidentales, les forces du chaos et du désespoir », c'est-à-dire l'opposition serbe.
Le 23 avril 1999, l'aviation de l'OTAN tua seize personnes, principalement du personnel technique, en bombardant le siège de la RTS au centre-ville de Belgrade. En 2002, Dragoljub Milanović, le directeur de RTS, fut condamné à 10 ans de prison pour avoir ordonné à ces ouvriers de rester dans le bâtiment tout en sachant qu'il allait probablement être bombardé.
Le 5 octobre 2000, le même bâtiment de la RTS fut saccagé lors des émeutes contre Slobodan Milošević. Après le 5 octobre, la RTS fut parfois appelée Nova RTS (la nouvelle RTS), parce qu'elle échappait désormais au contrôle de Slobodan Milošević.

## La RTS aujourd'hui
RTS est membre de l'Union européenne de radio-télévision.
RTS est dénoncée par les opposants au gouvernement comme le symbole du contrôle hégémonique du pouvoir sur les médias.
Stations de radio de la RTS
- Radio Beograd 1
- Radio Beograd 2
- Radio Beograd 3
- Beograd 202

Chaînes de télévision de la RTS
- RTS 1 (prvi Program)
- RTS 2 (drugi Program), (Sport, Politik)
- 3K (depuis 2006)
- Radio-Televizija Vojvodine (autrefois appelée "TV Novi Sad")
- RTS Svet (Satelitski Program)